# Sankt Englmar
Sankt Englmar è un comune tedesco di 1 519 abitanti, situato nel land della Baviera.